# Hemimetabolisme

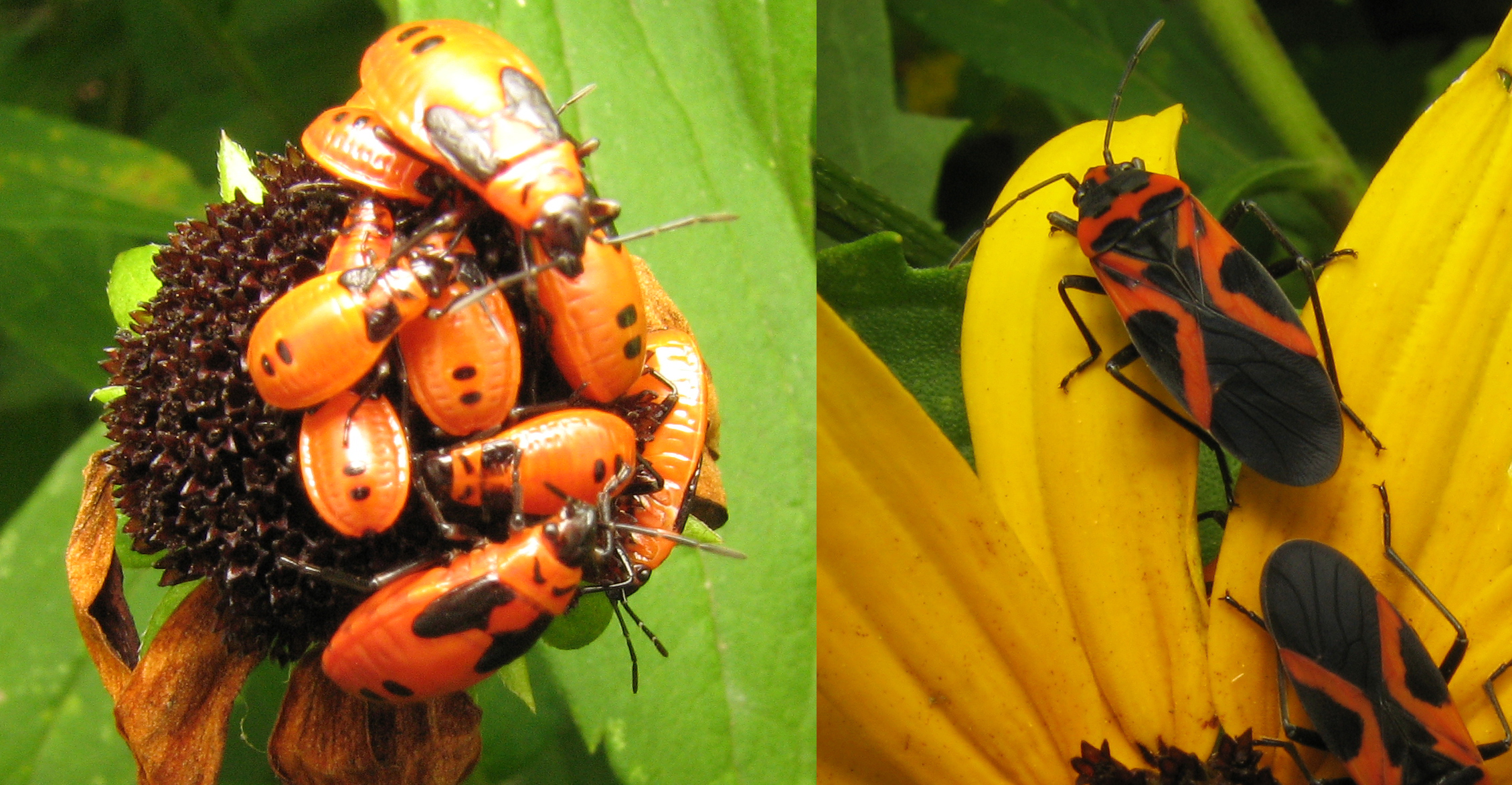
Nimfes i adults de Lygaeus, Hemiptera

L'hemimetabolisme o hemimetabolia, també anomenada metamorfosi incompleta, és un terme que es fa servir per descriure el desenvolupament de certs insectes que inclou tres estadis diferents: ou, nimfa, i estadi adult (imago). Aquests estadis són graduals; no hi ha l'estadi de pupa. L'estadi de nimfa sovint s'assembla a l'estadi adult però no té ales ni òrgans reproductors funcionals. Paurometabolisme es refereix als insectes aquàtics amb nimfes que ocupen el mateix medi que els adults com passa dins la família Gerridae (Hemiptera). En els insectes aquàtics hemimetàbols les nimfes ocupen medis aquàtics però els adults són terrestres, inclouen membres dels ordres Plecoptera, Ephemeroptera, i Odonata.

## Ordres
Els ordres d'insectes que tenen metamorfosi incompleta són:
- Blattodea - paneroles
- Dermaptera - tisoretes
- Embioptera
- Ephemeroptera

- Hemiptera - xinxes, cigales, pugons
- Isoptera - tèrmits
- Mantodea - pregadéus
- Odonata - libèl·lules, cavallets del diable
- Orthoptera - saltamartins
- Phasmatodea - insectes pal
- Phthiraptera - polls
- Plecoptera